# ألان تشارلزورث
ألان تشارلزورث (بالإنجليزية: Alan Charlesworth)‏ هو طيار أسترالي، ولد في 17 سبتمبر 1904 في List of localities in Tasmania ‏، وتوفي في 21 سبتمبر 1978 في غلن أيريس ‏ في أستراليا.